# مدينة جيفت
مدينة جيفت (بالإنجليزية: GIFT City)‏ أو كجرات إنترناشونال فاينانس تيك سيتي (بالإنجليزية: Gujarat International Finance Tec-City)‏ هي منطقة أعمال مركزية قيد الإنشاء في حي جانديناجار في ولاية كجرات، الهند. تعتبر أول مدينة ذكية تعمل في مجالات جديدة في الهند ومركز خدمات مالية دولي، روجت له حكومة ولاية كجرات كمشروع جديد.